# Qi Ying
Qi Ying (en chino: 齐迎; Zibo, 23 de enero de 1997) es un deportista chino que compite en tiro, en la modalidad de tiro al plato. Participó en los Juegos Olímpicos de París 2024, obteniendo una medalla de plata en la prueba de foso.

## Palmarés internacional
| Juegos Olímpicos | Juegos Olímpicos | Juegos Olímpicos | Juegos Olímpicos |
| Año              | Lugar            | Medalla          | Prueba           |
| ---------------- | ---------------- | ---------------- | ---------------- |
| 2024             | París (Francia)  | Medalla de plata | Foso             |